# Friedrich von Barnekow
Friedrich Wilhelm Christoph Julius Martin von Barnekow (* 2. Januar 1848 in Klein-Kubbelkow; † 27. Juli 1908 in Osnabrück) war ein deutscher Verwaltungsbeamter.

## Leben
Friedrich (Fritz) von Barnekow studierte an den Universitäten Heidelberg und Göttingen Rechtswissenschaften. 1867 wurde er Mitglied des Corps Saxo-Borussia Heidelberg. 1868 schloss er sich dem Corps Saxonia Göttingen an. Nach Abschluss des Studiums wurde er zunächst Kreisrichter in Spremberg. Dann wechselte er in den preußischen Staatsdienst. Bei der Regierung Bromberg stieg er zum Oberregierungsrat und Stellvertreter des Regierungspräsidenten auf. Anschließend war er Oberpräsidialrat bei der Regierung Königsberg. Von 1902 bis zu seinem Tod 1908 war von Barnekow Regierungspräsident des Regierungsbezirks Osnabrück.